# Upplands runinskrifter 282
Upplands runinskrifter 282 är ett försvunnet vikingatida runstensfragment som funnits i Torsåker, Hammarby socken och Upplands-Väsby kommun. Fragmentet är endast känd genom en avbildning av Carl Mauritz Bolin utförd någon gång kring år 1800.

## Inskriften
Translitterering av runraden:
[... lit raisa s... ...]
Normalisering till runsvenska:
... let ræisa s[tæin] ...
Översättning till nusvenska:
... lät resa stenen ...